# Hong Kong Philharmonic Orchestra
Das Hong Kong Philharmonic Orchestra (chinesisch 香港管弦樂團 / 香港管弦乐团, Pinyin Xiānggǎng Guǎnxián Yuètuán, Jyutping Hoeng1gong2 Gun2jin4 Ngok6tyun4 – „Hongkong Philharmonieorchester“), umgangssprachlich meist kurz als HKPO bzw. HKPhil (港樂 / 港乐,  Gǎngyuè, Jyutping Gong2ngok6) bezeichnet, ist das größte Sinfonie-Orchester in Hongkong. Gegründet 1947 als Amateurorchester unter dem Namen Sino-British Orchestra (中英管弦樂團 / 中英管弦乐团,  Zhōng Yīng Guǎnxián Yuètuán, Jyutping Zung1 Jing1 Gun2jin4 Ngok6tyun4), 1957 umbenannt in Hong Kong Philharmonic Orchestra und 1974 mit finanzieller Unterstützung der Administration der britischen Kronkolonie zu einem professionellen Orchester umgewandelt.

## Geschichte

### Sino-British Orchestra
Um dem kulturellen Auseinanderstreben der verschiedenen, insbesondere der chinesischen und britischen Bevölkerungsgruppen etwas entgegenzusetzen, wurde 1946 der Sino-British-Club gegründet. Eine Organisation, die sich interkulturell der Pflege von Dramen, der Literatur, Film und Musik widmete.
Auf Betreiben von Anthony Braga, einem der Leiter der Musik-Gruppe des Clubs, fanden sich 1947 einige Musiker zusammen, deren Ziel es war, ein Symphonie-Orchester zu gründen, um die klassische Musik zu spielen und zu pflegen, aber auch in der Öffentlichkeit, noch von den Folgen des Zweiten Weltkriegs geprägt, Interesse daran zu erwecken. Schnell fanden sich 20 Amateur-Musiker zusammen und formten sich zu einem Kammer-Orchester, das noch im Sommer desselben Jahres wöchentlich öffentliche Konzerte gab.
Solomon Bard, ein Geiger, der in Großbritannien sein Medizinstudium beendet hatte und im Herbst 1947 nach Hongkong zurückgekehrt war, wurde von Braga als Dirigent des Orchesters gewonnen. Er nahm die Herausforderung an und gab am 30. April 1948 sein Debüt als Dirigent am St. Stephen’s Girls’ College.

### Arrigo Foa
Bard fand Gefallen an seiner Tätigkeit als Chefdirigent bei dem Orchester, um aber die Qualität des Orchesters zu steigern, lud er 1953 den Geiger und Dirigenten Arrigo Foa ein, die Orchesterleitung als Chefdirigent zu übernehmen. Bard blieb dem Orchester als Konzertmeister und zweiter Dirigent erhalten.
Foa, ein professioneller Musiker, der 1919 vom Kommunalen Orchester Shanghai als Konzertmeister verpflichtet worden war, gewann 1942, während der Besetzung Chinas, aber auch Hongkongs durch die Japaner, Mario Paci als Dirigenten. Wegen der politischen Verhältnisse in der Volksrepublik China emigrierte Foa 1953 nach Hongkong, wo er sofort als Chefdirigent am örtlichen Orchester eine Tätigkeit fand. Als einer der ersten international renommierten Solisten gelang es Foa, den Klaviervirtuosen Louis Kentner zu einem Gastspiel mit dem Orchester in Hongkong zu gewinnen.
Unter der professionellen Anleitung Foas entwickelte sich das Orchester schnell zu einer anerkannten Institution der Stadt, sodass auch namhafte Solisten wie der Klavierspieler Julius Katchen und der Geiger Ruggiero Ricci Gastspiele gaben.

### Hong Kong Philharmonic Orchestra
1957 entschieden sich die Mitglieder des Orchesters, sich von ihrer Mutter-Organisation, der Gruppe des Sino-British Clubs, zu lösen und als unabhängige Körperschaft unter dem bis heute gültigen Namen Hong Kong Philharmonic Orchestra (HKPO) zu reorganisieren. Dieser Schnitt in der Geschichte des Orchesters brachte kaum Veränderungen bei der Besetzung, und auch Foa und Bard blieben dem Orchester erhalten.
1974 wandelte sich das Orchester endgültig zu einem professionellen Ensemble, da auch der Sino-British Club aufgelöst worden ist.
Das Orchester gibt im Jahr mehr als 150 Konzerte, die mehr als 200.000 Menschen jährlich besuchen (Stand: 2019). Zu seinen Darbietungen können immer wieder international anerkannte Solisten gewonnen werden. Darunter
- die Pianisten Garrick Ohlsson, Haocheng Zhang, Ingrid Fliter, Jean-Efflam Bavouzet, Lang Lang, Stephen Hough, Yuja Wang und Yundi Li
- die Geiger Anne-Sophie Mutter, Midori Gotō, Ning Feng, Tianwa Yang und Vadim Repin
- die Cellisten Jian Wang und Yo-Yo Ma
- die Sänger Anna Caterina Antonacci, Deborah Voigt, He Hui, Inger Dam-Jensen, Matthias Goerne, Shenyang, Simon O’Neill, Sumi Jo und Susan Graham
- und als Gastdirigenten Antoni Wit, Andreas Delfs, Benjamin Northey, Christophe Rousset, David Zinman, Lorin Maazel, Nicholas McGegan, Vladimir Ashkenazy, Yu Long und Zhang Xuan

Dazu unterstützen und begleiten sie gelegentlich lokale Pop-Stars wie zum Beispiel Frances Yip, Hacken Lee, Hins Cheung, Jacky Cheung, Leehom Wang und Teresa Carpio.
2019 wurde das Hong Kong Philharmonic Orchestra mit dem Preis Orchestra of the Year der Fachzeitschrift Gramophone ausgezeichnet.

## Konzerttourneen
Im Februar 1986 debütierte das HKPO in der Volksrepublik China mit dem Dirigenten Kenneth Schermerhorn und den Solisten Stephanie Chase (Violine) und Li Jian (Piano). Im Herbst 1995 bereiste das Orchester neun Städte in den USA und Kanada mit David Atherton als Dirigenten. 2003 gastierte das Orchester zum ersten Mal in Europa und gab Konzerte in der Barbican Hall in London und darüber hinaus in Belfast, Dublin und Paris (Théâtre des Champs-Élysées). Die zweite Tournee durch Europa führte das Orchester durch fünf Länder mit Aufführungen in London, Zürich, Eindhoven, Birmingham, Berlin, Amsterdam, und im Musikverein Wien, bei der die Vorstellung auch gefilmt worden ist.

## Tonaufzeichnungen
Die ersten Tonaufnahmen erstellte das Orchester 1978 für das Label Philips mit dem Violinkonzert Butterfly Lovers und ausgewählten chinesischen Orchesterwerken mit dem Dirigenten Hans Günther Mommer. In den 1980er Jahren entstanden Tonträger für das Label HK Records und später für das Label Marco Polo das später in der von Klaus Heymann gegründeten Schallplattenfirma Naxos übernommen worden ist.
David Atherton dirigierte mehrere Aufnahmen für das später in der EMI-Gruppe aufgegangene Label Virgin Classics. Für Sony Classics bespielte 1997 das Orchester das Album von Tan Dun Heaven Earth Mankind: Symphony 1997 aus Anlass der Rückgabe der Kronkolonie an China.
In den Jahren 2015 bis 2018 entstand mit dem Orchester die erste Einspielung des gesamten Rings der Nibelungen von Richard Wagner in Hongkong und der Volksrepublik China. Die vier Opern der Tetralogie wurden in diesem Zeitraum aufgeführt und nach und nach für Naxos live aufgenommen.
Ebenfalls bespielt das Orchester jährlich live Tonträger als Crossover-Konzerte mit ausgewählten Interpreten des Cantopop-Genres wie zum Beispiel mit Michael Kwan, (dirigiert von Joseph Koo) 1982, wobei bis heute das 1996 mit Jacky Cheung und von Wing-Sie Yip dirigierte Album das erfolgreichste ist.

## Spielstätten
Nach der Reorganisation und Umbenennung von Sino-British Orchestra in Hong Kong Philharmonic Orchestra 1957 spielte das Orchester das erste Konzert in der Loke Yew Hall auf dem Gelände der University of Hong Kong und danach in der Hong Kong City Hall, die in den ersten Jahren auch die Hauptspielstätte des Ensembles war. 1989, im Rahmen des internationalen Festivals der Künste, wurde das neu erbaute Hong Kong Cultural Centre feierlich eingeweiht, zu dem auch das HKPO seinen Beitrag leistete. Es wurde von da an die Hauptspielstätte des Orchesters, das aber erst 2009 die offizielle Partnerschaft zu dem Kulturzentrum angetragen bekommen hat.
Die jährlich von dem Orchester veranstaltete Freiluftveranstaltung mit dem Namen Symphony Under the Stars (etwa: Sinfonie unter den Sternen) ist das größte Outdoor-Konzert in Hongkong und wird jedes Jahr von tausenden von Menschen besucht. Spielstätten sind der Happy Valley Racecourse und die New Central Harbourfront.

## Dirigenten

### Sino-British Orchestra (1947–1957)
- 1947–1953 Solomon Bard
- 1953–1957 Arrigo Foa

### Hong Kong Philharmonic Orchestra (1957–1973)
- 1957–1969 Arrigo Foa
- 1969–1973 Lim Kek-tjiang

### Hong Kong Philharmonic Orchestra (seit 1974)

#### Musikdirektoren
- 1974–1975 Lim Kek-tjiang
- 1977–1978 Hans Günther Mommer
- 1979–1981 Ling Tung
- 1984–1989 Kenneth Schermerhorn
- 1989–2000 David Atherton
- 2000–2003 Samuel Wong
- 2003–2005 Samuel Wong (Chefdirigent)
- 2004–2012 Edo de Waart (künstlerischer Direktor & Chefdirigent)
- 2012–heute Jaap van Zweden

#### Artistic Partner
- 2024–heute Daniele Gatti[6]

#### Ehrendirigent
- 2000–2009 David Atherton

#### Erste Gastdirigenten
- 1982–1985 Maxim Dmitrijewitsch Schostakowitsch
- 1984–1993 Kenneth Jean
- 2015–2018 Yu Long

#### Hausdirigenten
- 1984–1986 John Lau
- 1986–2000 Wing-sie Yip
- 2001–2004 Ho-Man Choi
- 2005–2006 Harmen Cnossen

#### Assistenzdirigenten
- 2008–2010 Perry So
- 2016-present Vivian Ip
- 2016-present Gerard Salonga

#### Partnerdirigent
- 2010–2012 Perry So